# ترمولو

نت‌نویسی ترِمولو و مقایسه با.

در موسیقی، ترِمولو (تلفظ ایتالیایی: [ˈtrɛ:molo]) یا ترِمولانْدو tremolando ([tremoˈlando])، به اجرای لرزانِ صدای یک نُت می‌گویند. دو نوع ترِمولو وجود دارد:

نوع اول: یک نت ریزِ تکرارشونده است.

نوع دوم: خود نوعی از امپلیتود است.
ترِمولو (به انگلیسی: tremolo) در گیتار، یکی از تکنیک‌های تک‌نوازی گیتار است که توسط آن، صدای گیتار شبیه به صدای دو ساز به‌طور همزمان به‌گوش می‌رسد. یکی از این دو ساز، ملودی روانی را با صدای زیر می‌نوازد و سازِ دیگر، که با صدای بم اجرا می‌شود، نقش همراهیِ ریتمیک را به عهده دارد یا ملودی دیگری را در تضاد، می‌نوازد.